# One Ok Rock
One Ok Rock, còn được viết là ONE OK ROCK (phát âm như "one o'clock" trong tiếng Nhật) là một nhóm nhạc rock Nhật Bản được thành lập tại Tokyo vào năm 2005, hiện nay bao gồm bốn thành viên Takahiro Moriuchi (vocalist), Toru Yamashita (guitarist, bandleader), Ryota Kohama (bassist) và Tomoya Kanki (drummer). Họ đang chơi nhiều thể loại nhạc, từ alternative rock, emo, post-hardcore tới pop-rock.
Tên của nhóm, ONE OK ROCK,  bắt nguồn từ cụm từ "one o'clock", thời gian họ tập luyện vào cuối tuần. Họ chọn tập luyện vào một giờ sáng vì thuê phòng tập vào giờ đó rẻ hơn. Tuy nhiên, vì tiếng Nhật không phân biệt rõ âm "l" và "r", họ đã đổi "O'CLOCK" thành "O'CROCK" (hoặc "O'KROCK"), sau đó tách thành "OK ROCK". Ngoài ra, tên gọi của ONE OK ROCK được thể hiện như "10969" (wan-o-ku-ro-ku, tên gọi của ONE OK ROCK đặt dựa theo cách đếm số Nhật Bản).

## Lịch sử

### 2005-2006: Những ngày đầu thành lập
ONE OK ROCK được thành lập khi Yamashita Tōru, lúc đó vẫn còn là một học sinh trung học, muốn lập một ban nhạc. Anh bảo với bạn mình là Kohama Ryōta, thành viên của nhóm nhảy hip hop Heads, đi học bass và hỏi Alex Onizawa, là đàn anh khóa trên của mình, gia nhập. Anh mời Yu (đã rời nhóm năm 2006 để theo đuổi nghiệp diễn xuất) vào vị trí tay trống của nhóm. Vào thời điểm đó, Moriuchi Taka đang là thành viên của một ban nhạc khác tên NEWS; nhưng anh không thật sự hòa nhập với họ, nên Toru đã khuyên anh gia nhập One Ok Rock. Sau khi ký hợp đồng với Amuse, Inc., Yu rời nhóm để theo đuổi sự nghiệp diễn xuất và vì ba mẹ anh không muốn con trai mình đi theo con đường này. Kanki Tomoya lúc đó đang dạy tại ESP (Viện Âm nhạc) và là thành viên của một nhóm nhạc không mấy nổi tiếng. Sau đó vào năm 2006, anh gia nhập One Ok Rock, nhưng chỉ trở thành thành viên chính thức khi họ ra mắt năm 2007.

### 2007-2009: Album ra mắt và đội hình cũ
Đĩa đơn ra mắt của nhóm, "Naihishinsho", đạt hạng 48 trên bảng xếp hạng Oricon và bán được 15,000 bản. Tiếp nối thành công đó, đĩa đơn thứ hai "Yume Yume" đạt hạng 43. Sau những đĩa đơn, họ phát hành album đầu tay Zeitakubyō vào năm 2007 và tổ chức chuyến lưu diễn đầu tiên, The Tokyo-Osaka-Nagoya Quattro Tour. Nhóm phát hành album thứ hai Beam of Light vào tháng 5 năm 2008. Trong một cuộc phỏng vấn cho tờ Rockin'On Magazine vào tháng 6 năm 2012, ONE OK ROCK kể lại rằng họ đã không xem Beam of Light như một album, mà là một phần của việc phát triển nhóm. Khi sản xuất album đó, họ không ở trong tâm trạng phù hợp, nhưng vẫn cảm thấy cần phải làm vậy để phát triển ban nhạc. Nhóm đã thử qua nhiều nguồn nhạc và cuối cùng sản xuất một album punk. Nguồn gốc dễ gây nhầm lẫn của Beam of Light là lý do họ chưa bao giờ biểu diễn các bài hát trong album này trên sân khấu. Một thời gian ngắn sau khi cho ra mắt Beam of Light, nhóm đã có một màn biểu diễn live tại Shibuya AX.
ONE OK ROCK dự định ra hai album trong cùng năm, vì vậy họ phát hành Kanjou Effects vào tháng 11 năm 2008. Lúc này ban nhạc đã có nhiều kinh nghiệm hơn và sẵn sàng cho việc thu âm thực sự. Nhóm chọn theo dòng nhạc ảnh hưởng từ phương Tây mà mình thích làm dòng nhạc chính, và tiếp nối bằng việc thay đổi toàn bộ kĩ sư từng làm việc với mình, đồng thời giới thiệu âm nhạc của họ tới những nhà sản xuất mới. Điều này gây ra một vài chia rẽ giữa các thành viên – Taka và Alex đặc biệt không đồng thuận trong việc sản xuất album.
Ngày 5 tháng 4 năm 2009, Alex bị bắt giữ vì có hành vi quấy rối một nữ sinh viên 21 tuổi. Anh đã tự nhận tội và sự việc được dàn xếp ổn thỏa. Ban nhạc rơi vào thời kì đen tối nhất của họ. Ryota đã định bỏ chơi bass và chuyển sang chơi guitar. Họ cảm thấy không thể nhận thêm thành viên mới. Đĩa đơn tiếp theo "Around the World Shounen", dự định phát hành ngày 5 tháng 6, được sử dụng làm nhạc nền cho phim truyền hình God Hand Teru và chuyến lưu diễn toàn quốc của nhóm đều bị hủy. Vào tháng 5 năm 2009, ONE OK ROCK thông báo rằng họ sẽ tiếp tục hoạt động mà không có Alex, người đã về lại Mỹ. Toru thay thế vị trí lead guitar của anh, và ban nhạc soạn lại các bài hát trước đó để phù hợp với đội hình một guitar.

### 2010-2012: Đội hình mới, Niche Syndrome và Zankyo Reference
Với đội hình bốn thành viên, nhóm phát hành đĩa đơn "Kanzen Kankaku Dreamer" ngày 3 tháng 2 năm 2010. Đĩa đơn này đạt hạng 9 trên bảng xếp hạng Oricon hàng tuần. Họ ra mắt tiếp album phòng thu thứ tư mang tên Niche Syndrome vào ngày 9 tháng 6 năm 2010. ONE OK ROCK thực hiện chuyến lưu diễn This is my own judgement! ở năm hội trường âm nhạc Zepp trên toàn quốc trong 6 ngày, bắt đầu từ Sendai, Osaka, Nagoya, Fukuoka và kết thúc với concert 2 ngày ở Tokyo. Phần thứ hai của chuyến lưu diễn diễn ra ở 16 địa điểm khác nhau cho đến ngày 11 tháng 12 năm 2010. Nhóm thực hiện màn biểu diễn cuối cùng ở Nippon Budokan, Tokyo ngày 28 tháng 11, sau đó phát hành DVD concert "This is My Budokan?!" vào ngày 16 tháng 2 năm 2011. Ngày 6, 7 và 8 tháng 8, ONE OK ROCK quảng bá cho Rock in Japan Festival và Summer Sonic Festival, sau đó là Rising Sun Rock Festival, Monster Bash, Treasure05X, Mad Ollie, Countdown Japan 2010/2011 và Radio Crazy.
Nhóm cũng hỗ trợ Pay Money to My Pain trong tour diễn STAY REAL năm 2010 của họ, The Hiatus trong tour ANOMALY 2010 và TOTALFAT trong tour OVERDRIVE.
Đĩa đơn tiếp theo của họ, "Answer is Near" được ra mắt ngày 6 tháng 2 năm 2011. Tour diễn Answer is Alive 2011 diễn ra ở sáu hội trường âm nhạc Zepp và ba địa điểm khác từ tháng 4 đến tháng 6 năm 2011. Ban nhạc ra mắt đĩa đơn hai bản thu mặt A đúp đầu tiên "Re:make/No Scared" vào ngày 20 tháng 7 năm 2011, một trong hai bài được chọn làm nhạc nền chính cho video game Black Rock Shooter: The Game. Album thứ năm của nhóm, Zankyo Reference, được phát hành ngày 5 tháng 10 năm 2011. ONE OK ROCK sau đó thông báo lịch trình 14 ngày từ tháng 11 đến tháng 12 năm 2011 cho tour diễn Zankyo Reference. Họ cũng thông báo rằng tour diễn kết thúc quảng bá album là một buổi concert hai ngày ở Yokohama Arena vào ngày 21 và 22 tháng 1 năm 2012. Đây là lần đầu tiên họ được biểu diễn ở Yokohama Arena, sân vận động lớn nhất vùng Kantō. Buổi concert đã bán hết vé với hơn 24,000 khán giả tham dự. Sau đó, phim tài liệu về tour diễn Zankyo Reference và buổi biểu diễn thứ hai ở Yokohama Arena được phát hành dưới định dạng Blu-ray và DVD vào ngày 30 tháng 5 năm 2012.
Trong năm 2011, ONE OK ROCK biểu diễn ở nhiều lễ hội âm nhạc, trong đó có cả Jisan Valley Rock Festival ở Hàn Quốc. Vào tháng 7 nhóm biểu diễn tại SETSTOCK 2011 và Jisan Valley Rock Festival, tiếp đó là Rock in Japan Festival, Rising Sun Rock Festival, Summer Sonic Festival, Monster Bash, Sky Jamboree và Space Shower's Sweer Love Shower. Cuối năm đó, họ biểu diễn tại Radio Crazy và Countdown Japan một lần nữa.
Nhóm thông báo về chuyến lưu diễn ở nước ngoài đầu tiên của họ Start Walking The World vào tháng 5 và tháng 6 năm 2012, bao gồm Nhật Bản, Hàn Quốc, Đài Loan và Singapore. 9mm Parabellum Bullet, Mao Abe, Hello Sleepwalkers và Crossfaith là nghệ sĩ khách mời trong những buổi diễn ở Nhật. Họ biểu diễn tại sân khấu chính của Rock in Japan Festival, và sau đó là Summer Sonic 2012 cùng với Green Day, Franz Ferdinand và Rihanna. Ngoài ra, họ còn biểu diễn tại Oga Namahage Rock Festival, Rising Sun Rock Festival và Sweet Love Shower.11

### 2013-2014: Jinsei×Boku= và lưu diễn thế giới
Đĩa đơn tiếp theo của nhóm, "The Beginning", được chọn làm nhạc nền cho bản live-action của bộ manga Rurouni Kenshin, phát hành ngày 22 tháng 8 năm 2012, đạt hạng 5 trên bảng xếp hạng Oricon. Vào năm 2013, "The Beginning" đạt hai giải thưởng – "Best Rock Video" của MTV Video Music Awards Japan 2013 và "Best Your Choice" ở lễ trao giải Space Shower Music Video Awards. "The Beginning" là bài hát nổi tiếng nhất của nhóm cho đến hiện tại, với hơn 180 triệu lượt xem trên Youtube, đã trở thành video nhạc Rock Nhật được xem nhiều nhất, nhờ đó danh tiếng của ONE OK ROCK cũng tăng lên.
Đĩa đơn "Deeper Deeper/Nothing Helps" phát hành ngày 9 tháng 1 năm 2013 đạt hạng 2 trên bảng xếp hạng Oricon. Bài hát "Nothing Helps" được dùng làm nhạc nền cho phiên bản tiếng Nhật của video game DmC: Devil May Cry, và "Deeper Deeper" được sử dụng trong quảng cáo Suzuki Swift Sport in Japan.
Album thứ sáu của nhóm Jinsei×Boku= phát hành ngày 6 tháng 3 năm 2013 và đạt hạng 2 trên bảng xếp hạng Oricon hàng tuần.
Trong tháng 10 năm 2013, ban nhạc thực hiện chuyến lưu diễn ngoài châu Á đầu tiên của mình và biểu diễn năm buổi tại châu Âu. Bốn trong năm buổi diễn đã cháy vé gần như ngay lập tức. Tháng 2 năm 2014, họ đến Mĩ và thực hiện hai buổi diễn ở New York và Los Angeles, sau đó bổ sung thêm hai ngày nữa tại Philadelphia và Toronto vào tháng 5. Họ cũng biểu diễn tại Rock on the Range ở Columbus, Ohio, là lễ hội âm nhạc đầu tiên họ tham dự bên ngoài châu Á. Tháng 6 và tháng 7 năm 2014, nhóm tham gia VANS WARPED TOUR 2014 và biểu diễn tại 18 thành phố Nam Mĩ. Ngày 16 tháng 5, phim tài liệu về tour diễn châu Âu và châu Á của nhóm, "FOOL COOL ROCK" được phát hành và chiếu hạn chế trong bốn tuần tại một vài rạp phim. Bộ phim này được Hiroyuki Nakano đạo diễn và được phát hành dưới định dạng Blu-ray và DVD vào tháng 11 năm 2014 . Bộ phim cũng bao gồm các đoạn phim quay ở Bangkok, Thái Lan và Hồng Kông.

### 2014-2015: 35xxxv, lưu diễn thế giới và ra mắt tại Mỹ
Ngày 12 tháng 1 năm 2014, nhà sản xuất album John Feldmann đã đăng trên Twitter rằng ONE OK ROCK đang trong quá trình ghi âm cho album mới. Đĩa đơn đầu tiên trích từ album này, "Mighty Long Fall", là nhạc nền cho phần tiếp theo của Runouni Kenshin. ONE OK ROCK ra mắt đĩa đơn "Mighty Long Fall/ Decision" vào ngày 30 tháng 7 năm 2014. Bài hát "Decision" là nhạc nền cho phim tài liệu "FOOL COOL ROCK" và music video của bài, phát hành ngày 20 tháng 8 năm 2014, bao gồm các cảnh quay trong tour diễn châu Âu và châu Á vừa rồi. Họ cũng tiết lộ rằng nhạc nền cho phần tiếp theo khác của Runouni Kenshin có tựa đề "Heartache".
Vào tháng 9 năm 2014, ONE OK ROCK tổ chức một concert hai ngày ở Yokohama Stadium có tên "Mighty Long Fall Live at Yokohama Stadium 2014" trước 60,000 người. Đây là lần đầu tiên nhóm biểu diễn tại sân vận động này. Họ biểu diễn hơn 20 bài hát, bao gồm ba bài mới và một bản cover A Thousand Miles của Vanessa Carlton.
Gần cuối năm 2011, ONE OK ROCK thông báo về tour diễn tại Mĩ, Nam Mĩ và châu Âu. Họ biểu diễn tại Knotfest ở cả Nhật Bản và Mĩ, sau đó bổ sung thêm hai buổi diễn ở Mĩ vào tháng 10. Họ đến Chile, Argentina, Brazil, Peru và Mexico trong tour diễn Nam Mĩ vào tháng 11, Pháp, Ý, Thụy Sĩ, Đức, Đan Mạch, Thụy Điển, Hà Lan, Bỉ, Vương Quốc Anh và Nga trong tour diễn châu Âu vào tháng 12. Nhóm biểu diễn cùng với Ghost Town ở Mĩ và Anh, cùng với Tonight Alive và Mallory Knox tại hầu hết các buổi diễn ở châu Âu. Vào ngày 27 tháng 11, họ biểu diễn với tư cách khách mời tại tour diễn Nhật Bản của Hoobastank.
Ngày 9 tháng 10 năm 2014, ban nhạc thông báo rằng album tiếp theo sẽ được phát hành vào tháng 2 năm 2015. Trang web chính thức của nhóm cũng thay đổi giao diện phù hợp với thông báo trên. Ngày 16 tháng 12 năm 2014, nhóm tiết lộ bìa và tên cho album tiếng Nhật tiếp theo, 35xxxv.
Ngày 28 tháng 2 năm 2015, album mới 35xxxv của ban nhạc đạt vị trí cao nhất ở #11 trong bảng xếp hạng Heatseekers Albums của Billboard. Bảng xếp hạng này dành cho những nghệ sĩ mới và sắp ra mắt, và thường là một bước đệm cho Billboard 200 hoặc Billboard Hot 100. Trong cùng tuần, nó đạt vị trí cao nhất ở #43 trên bảng xếp hạng Independent Albums của Billboard. Sau đó, album đạt vị trí cao nhất ở #23 trên bảng xếp hạng Billboard Hard Rock Albums Chart và đạt vị trí cao nhất #1 trên bảng xếp hạng Billboard World Albums Chart.

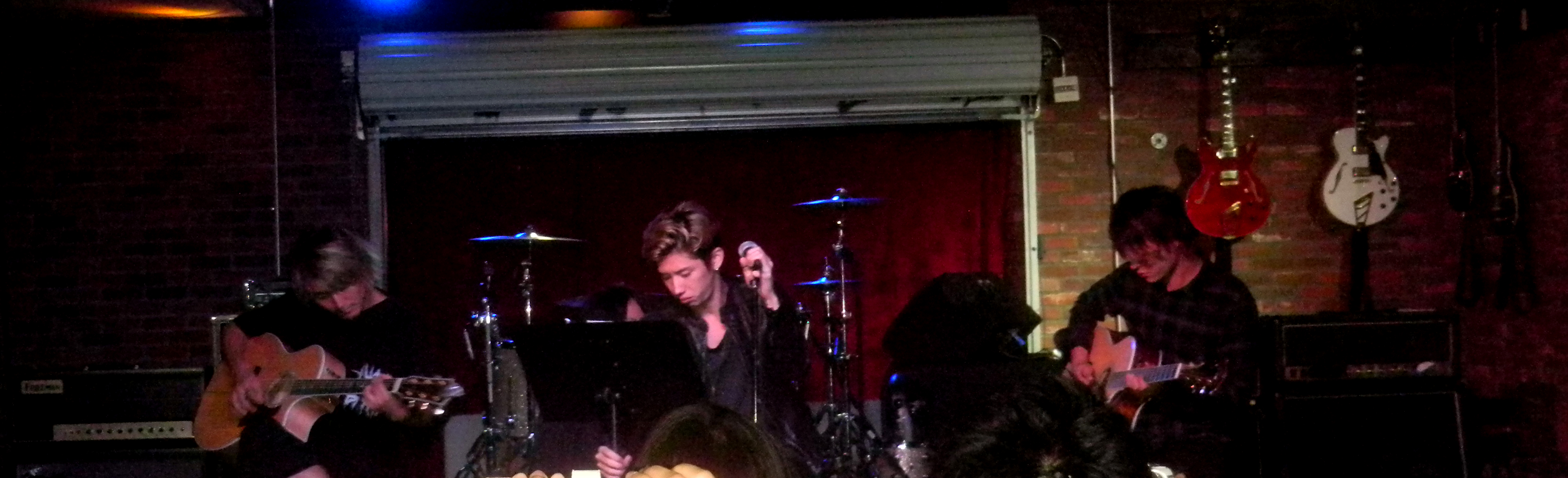
One Ok Rock biểu diễn tại Lucky Strike Live, ngày 22 tháng 10 năm 2015

Vào tháng 4 năm 2015, họ biểu diễn mở màn cho tour diễn ở Mĩ của Yellowcard cùng với Finch. Tiếp đó, nhóm trở lại Nhật để bắt đầu tour diễn quảng bá album của mình từ tháng 5 đến tháng 9. Buổi diễn cuối cùng có sự góp mặt của Issues và Against the Current. Tháng 7 năm 2015, ONE OK ROCK chính thức thông báo về việc ký hợp đồng với Warner Bros. Records và dự định phát hành lại 35xxxv bản deluxe gồm tất cả các bài tiếng Anh ngày 25 tháng 9 năm 2015. Nhóm chuẩn bị cho tour diễn tại Bắc Mĩ vào mùa thu năm 2015 với một vài thành phố được chọn, nhưng họ sẽ dành phần lớn thời gian biểu diễn mở màn cho All Time Low và Sleeping with Sirens. ONE OK ROCK cũng tổ chức tour diễn thế giới ở châu Âu và châu Á để quảng bá album.
Ngày 17 tháng 10 năm 2015, 35xxxv (Deluxe Edition) ra mắt ở vị trí #20 trên bảng xếp hạng Heatseekers Albums của Billboard và đạt vị trí cao nhất ở #17.
ONE OK ROCK đã lên kế hoạch quay lại Nhật Bản cho chuyến lưu diễn ONE THOUSAND MILES TOUR 2016 cùng với All Time Low vàPVRIS.
Đầu năm 2016, thông tin được công bố cho biết ONE OK ROCK sẽ diễn mở màn cho Issues và Crown the Empire ở Monster Energy Outbreak Tour để quảng bá cho album tiếng Anh của họ tại Mỹ. Họ cũng tiếp tục lưu diễn ở châu Âu tại các liên hoan âm nhạc khác nhau và các chương trình độc tấu.
Ngày 11 tháng 3 năm 2016, ban nhạc ra mắt ca khúc mới "Always Coming Back", ca khúc được kết hợp trong loạt quảng cáo thương mại điện thoại "Kanjou no Subete / Nakama" của NTT Docomo.
Mùa hè năm 2016, ONE OK ROCK gia nhập với 5 Seconds of Summer trong buổi diễn đầu tiên tại Bắc Mỹ của 5SoS trong chuyến lưu diễn Sounds Live Feels Live World Tour.
Để đánh dấu kỷ niệm 10 năm ra mắt album The Black Parade của My Chemical Romance, Rock Sound thông báo rằng sẽ có một album cover với sự góp mặt của một vài ban nhạc lớn nhất trên thế giới, bao gồm ONE OK ROCK. Ban nhạc hát lại ca khúc mở đầu cho album đó, "The End".
Ngày 10 và 11 tháng 9, ban nhạc đã tổ chức một buổi hòa nhạc trực tiếp đặc biệt tại Nagisaen, Shizuoka, Nhật Bản, nơi mà 110,000 khán giả đã trải qua một buổi hòa nhạc ly kỳ. ONE OK ROCK cũng công bố họ sẽ ra mắt một đĩa đơn kỹ thuật mang tên "Taking Off" vào ngày 16 tháng 9 năm 2016 với hãng đĩa Fueled by Ramen. Ca khúc được sử dụng làm ca khúc chủ đề cho bộ phim Nhật Bản "Museum" với diễn viễn chính là Oguri Shun. Bộ phim ra mắt vào ngày 12 tháng 11 năm 2016. Sau đó, vào buổi diễn trực tiếp đặc biệt, Taka công bố rằng album phòng thu thứ 8 của họ sẽ ra mắt vào đầu năm sau và tiếp nối bằng một chuyến lưu diễn quảng bá cho album.
Ngày 8 tháng 10, Sum 41 ra mắt phiên bản tiếng Nhật cho album 13 Voices của họ, với ca khúc "War" có sự góp mặt của Taka. Deryck Whibley của Sum 41 nhắc tới anh với Alternative Press Japan "Thật tuyệt vời khi cộng tác với Taka trong ca khúc mới của chúng tôi mang tên War. Tôi là một người hâm mộ cuồng nhiệt giọng hát của anh ấy và của ONE OK ROCK, và tôi nghĩ giọng hát của chúng tôi đã kết hợp với nhau rất tốt".

### 2016-2018: Ký hợp đồng với Fueled by Ramen,Ambitions
Sau khi ký hợp đồng với Fueled by Ramen vào ngày 11 tháng 9 năm 2016, ban nhạc ra mắt đĩa đơn chủ lực "Taking Off" từ album thứ tám của họ, Ambitions. Album được ra mắt vào ngày 11 tháng 1 năm 2017 cho phiên bản tiếng Nhật với hãng đĩa Nhật Bản A-Sketch và vào ngày 13 tháng 1 năm 2017 cho phiên bản tiếng Anh với hãng đĩa Fueled by Ramen. Ambitions có sự kết hợp cùng Avril Lavigne (trong phiên bản tiếng Nhật), Alex Gaskarth (trong phiên bản tiếng Anh) và ban nhạc Úc 5 Seconds of Summer (trong cả hai phiên bản).
Ngày 13 tháng 11 năm 2016, NHK đã tổ chức ONE OK ROCK 18 Festival (18 FES) nơi ONE OK ROCK và 1,000 bạn trẻ (17 - 19 tuổi từ trong cả nước) cùng hát trên một sân khấu.
Ngày 18 tháng 11 năm 2016, ONE OK ROCK ra mắt "Bedroom Warfare", đĩa đơn thứ hai từ album. Đĩa đơn thứ ba "I was King" được ra mắt vào ngày 15 tháng 12 năm 2016.
Ngày 1 tháng 1 năm 2017, ONE OK ROCK ra mắt một trang web đặc biệt là "WORLD AMBITIONS". Đây là một lời chúc mừng cho album mới Ambitions của họ, ra mắt vào ngày 11 tháng 1 năm 2017. WORLD AMBITIONS là một trang web trực quan đại diện cho hình ảnh của "Hy vọng" ("HOPE") được chia sẻ và lan truyền từ người dùng trên khắp thế giới thông qua trang web và Twitter/Instagram. Mọi người trên toàn thế giới có thể tải lên hình ảnh với màu vàng ở trong đó mà tượng trưng cho hy vọng và kết nối tất cả. Người dùng lan truyền hình ảnh mong muốn bởi các mạng xã hội (Twitter, Instagram).
Ngày 9 tháng 1 năm 2017, ban nhạc ra mắt đĩa đơn "We Are".
Tháng 1 năm 2017, nhóm đến Bắc Mỹ cho tour lưu diễn với 6 concert. Từ tháng 2 đến tháng 5 năm 2017, họ tổ chức 32 concert ở Nhật Bản.
Nagỳ 9 tháng 2 năm 2017, nhóm ra mắt đĩa đơn CD bản giới hạn Skyfall, và nó chỉ được bán tại địa điểm tổ chức tour "Ambitions" tại Nhật Bản. Đĩa CD bao gồm 3 bài hát "Skyfall", "Right by your side", và "Manhattan Beach".

### 2018-nay:Eye of the Storm
Ngày 16 tháng 2 năm 2018, nhóm ra mắt đĩa đơn đầu tiên của năm, "Change"
Ngày 23 tháng 11, nhóm thông báo album tiếp theo với tên Eye of the Storm. Album này được phát hành ở Nhật Bản vào ngày 13 tháng 2 năm 2019 thông qua A-Sketch và ở nước ngoài vào ngày 15 tháng 2 năm 2019 thông qua Fueled By Ramen.

## Phong cách âm nhạc
Phong cách âm nhạc của ONE OK ROCK ảnh hưởng phần nhiều bởi Good Charlotte và Ellegarden, từ khi ý tưởng thành lập nhóm nhạc rock của Toru xuất hiện và mời Ryota vào. Những ảnh hưởng của Good Charlotte thể hiện rõ ở album đầu tiên của họ. Sau scandal quấy rối của Alex Onizawa, ban nhạc quyết định tiếp tục mà không có anh.
Trong album thứ sáu Jinsei×Boku=, nhóm bày tỏ rằng album này ảnh hưởng phong cách hét và rap của Linkin Park và Coldrain. Album mới 35xxxv đồng sản xuất với John Feldmann, người hợp tác với 5 Seconds of Summer, The Used và Sleeping With Sirens. Album này được đánh giá quá "Mĩ hóa" bởi fan quốc tế, nhưng vẫn đạt được hạng nhất trên bảng xếp hạng Oricon hàng tuần. Đây cũng là lần đầu tiên nhóm đạt được vị trí này. Người hâm mộ vẫn còn tranh cãi về sự thay đổi trong phong cách âm nhạc của nhóm vì album mới. Tuy nhiên, phần đông vẫn trung thành với khả năng sáng tác âm nhạc của họ. "Niềm đam mê của người nghệ sĩ mới là điều quan trọng", Taka đã từng nói như vậy trong một cuộc phỏng vấn.
Nhìn chung, ONE OK ROCK chịu ảnh hưởng nhiều bởi phong cách âm nhạc của Ellegarden, Enter Shikari, Linkin Park, Simple Plan, Pay Money to My Pain, Foo Fighters, Good Charlotte, Nirvana, Green Day, Blink 182, The Smashing Pumpkins, Sleeping With Sirens và The 1975.

## Thành viên
Thành viên hiện tại
- Ryota (小浜 良太, Kohama Ryōta?) – guitar bass (2005–hiện tại)
- Taka (森内 貴寬, Moriuchi Takahiro?) – hát chính (2005–hiện tại)
- Toru (山下 亨, Yamashita Tōru?) – guitar, hát bè (2005–hiện tại)
- Tomoya (神吉 智也, Kanki Tomoya?) – trống, nhạc cụ gõ (2006–hiện tại)

Thành viên cũ
- Tomo (小柳 友, Koyanagi Yuu?) – trống, nhạc cụ gõ (2005–2006)
- Alex (鬼澤 アレクサンダー 礼門, Onizawa Alexander Reimon?) – guitar chính (2005–2009)